# Strange Sensation
A Strange Sensation Robert Plant háttérzenekara, amit kilenc év alatt alakítottak ki Plant szólóalbumainak felvételei alatt. 1993-ban a Fate of Nations után Plant és Jimmy Page újra összeálltak, és megalapították a Page and Plant formációt. Az első albumuk a No Quarter: Jimmy Page and Robert Plant Unledded volt, a zenészek feltárták a Led Zeppelin dalok világzenei újraértelmezéseit egy marokkói string („húrszalag”) zenekar és egy egyiptomi zenekar segítségével, velük pótolták a hagyományos rock and roll felállást.
A duó következő albuma a Walking into Clarksdale és az azt követő turné hagyományosabb rock vállalkozás volt. Plant az észak afrikai zenére fordította a figyelmét, különösen a Tuareg Rock és a Mali Zenei Fesztiválra.
2002-ben Plant visszatért a Dreamland című albummal, a blues és rock zenei album az eredeti Strange Sensation felállgással valósult meg, de Plant szóló lemezeként jelentették meg. A következő album a 2003-ban megjelent Sixty Six to Timbuktu című válogatáslemez volt, az összeállítás tartalmazta Plant korai szóló felvételeit is, például egy a CBS Recordsnál tizenhat évesen felvett számot, egészen a legújabb felvételekig, például a Win My Train Fare Home (If I’m Lucky) című dalig, amit a Mali Zenei Fesztiválon adott elő Justin Adamszel.
Az első teljes hosszúságú Strange Sensation albumot 2005. április 25-én bocsátották ki: a Strange ReArranger a világi és Western zenei hatások egy keveréke, vallásra és végzetre való misztikus, rézsútos és némileg cinikus utalásokkal. Az album tartalmaz néhány finom politikai nyilatkozatot is. 
2006-ban jelent meg a csoport DVD-je, amin Robert Plant és Led Zeppelin dalokat adnak elő, ez a Soundstage: Robert Plant and the Strange Sensation.

## Felállás
- Justin Adams – basszusgitár, bendir, steel gitár, mandolin, tehardant; tagja a Wayward Sheiks zenekarnak Jah Wobblével és Tuareg Tinariwennel
- John Baggott – billentyűs hangszerek és szintetizátor; jazz és trip hop művész, a Portishead tagja
- Clive Deamer – bendir és dobok; a jazz-hatású előadó, aki szerepel trip hop albumokon is, valamint szintén a Portishead tagja
- Billy Fuller – basszusgitáros; a Fuzz Against Junk tagja volt, jelenleg a The New Acoustics tagja
- Robert Plant – ének, gitár
- Skin Tyson – basszusgitár, steel gitár, akusztikus gitár, elektromos gitár

Korábbi tagok
- Charlie Jones – Page és Plant basszusgitárosa
- Porl Thompson – Page and Plant sokoldalú zenésze, a The Cure tagja
- Michael Lee – Page and Plant dobosa

## Külső hivatkozások
- Robert Plant hivatalos honlapja

## Fordítás
- Ez a szócikk részben vagy egészben  a   Strange Sensation című angol Wikipédia-szócikk fordításán alapul.  Az eredeti cikk szerkesztőit annak laptörténete sorolja fel. Ez a jelzés csupán a megfogalmazás eredetét és a szerzői jogokat jelzi, nem szolgál a cikkben szereplő információk forrásmegjelöléseként.